# Осычки (Кировоградская область)
Осычки (укр. Осички) — село в Ольшанской поселковой общине Голованевского района Кировоградской области Украины.
До 2020 года входило в Ольшанский район
Население по переписи 2001 года составляло 418 человек. Почтовый индекс — 26604. Телефонный код — 5250. Код КОАТУУ — 3524355103.